# Pracownik wiedzy
Pracownik wiedzy – jedna z definicji pracownika wiedzy (ang. „knowledge worker”) stworzona przez T. H. Davenporta stwierdza, że mają oni wysoki stopień wiedzy specjalistycznej, wykształcenie lub doświadczenie, a wykonywana przez nich praca wymaga tworzenia, dystrybucji oraz wykorzystywania wiedzy.
Pracownicy wiedzy to nowa kategoria specjalistów, których podstawowym zadaniem jest produktywne wykorzystanie i wymiana wiedzy. Odpowiadają oni za kreowanie i wdrażanie nowych pomysłów, dzięki którym organizacje dopasowują strategię do zachodzących coraz szybciej zmian w otoczeniu biznesowym. Ich podstawowym zadaniem jest poszukiwanie, wymiana, łączenie i wykorzystanie wiedzy wewnątrz organizacji i poza jej granicami.
Jest to jedna z wielu definicji, bowiem w literaturze zarządzania istnieje rozbieżność w definiowaniu pracownika wiedzy. Jest to prawdopodobnie spowodowane tym, że większość terminów w naukach o zarządzaniu podlega efektowi rozmycia pojęć (fuzzy concept).
Peter Drucker, definiując pracownika wiedzy, stwierdza, że pracownikiem tym jest „(…)osoba, która wkłada w pracę to, czego się nauczyła podczas systematycznej edukacji (pojęcia, idee i teorie), w odróżnieniu od człowieka, który wkłada w pracę umiejętności manualne lub siłę fizyczną.” Charakterystyczne dla pracowników wiedzy jest to, że są w stanie sami siebie zmieniać poprzez proces informacyjny.
Termin „pracownik wiedzy” nawiązuje do tych pracowników, którzy posiadają wysoki stopień edukacji, doświadczenia i statusu organizacyjnego, a zatem, pozwala się im na zachowanie znacznej autonomii i swobody w wykonywaniu swojej pracy.